# Distretto di Rajouri
Il distretto di Rajouri è un distretto del Jammu e Kashmir, in India, di 478 595 abitanti. È situato nella divisione del Jammu e il suo capoluogo è Rajouri.